# See-Saw
See-Saw è un brano della progressive rock band Pink Floyd. Il brano è contenuto nell'album A Saucerful of Secrets del 1968 ed è stato composto e cantato da Richard Wright. Il brano convinceva poco il suo autore, e ciò si può intuire dal titolo originale: The Most Boring Song I've Ever Heard Bar Two ("La canzone più noiosa che io abbia mai sentito a parte due").

## Formazione
- David Gilmour: Chitarra.
- Richard Wright: Organo, pianoforte, vibrafono, mellotron, voce.
- Roger Waters: Basso.
- Nick Mason: Batteria e percussioni.